# Rob Mayes
Rob Mayes (* 17. November 1984 in Cleveland, Ohio) ist ein US-amerikanischer Schauspieler und ein Model.

## Leben
Mayes wurde am 17. November 1984 in Cleveland als Sohn von Diana und Robert F. Mayes geboren. Er hat einen Bruder oder eine Schwester. Er wuchs in Pepper Pike im US-Bundesstaat Ohio auf. Bereits im Alter von fünf Jahren erhielt er erste Modelaufträge. Er besuchte die United States Naval Academy in Annapolis, Maryland. Nach seinem Abschluss konzentrierte er sich auf das Songwriting und veröffentlichte ein siebenteiliges Pop-Album mit dem Titel Glimpses of Truth. Mitte der 2000er Jahre spielte er in ersten Kurzfilmproduktionen mit. 2007 zog er nach New York City und gab wenige Wochen später sein Debüt als Fernsehschauspieler in einer Episode der Fernsehserie Law & Order: Special Victims Unit.
2007 gab er in The Horror Convention Massacre sein Spielfilmdebüt. In der Folge erhielt Mayes weitere Besetzungen in verschiedenen Film- und Fernsehserienproduktionen. 2012 war er in fünf Episoden der Fernsehserie Jane by Design als Tommy Nutter zu sehen. 2013 verkörperte er in 12 Episoden der Fernsehserie The Client List die Rolle des Derek Malloy. Von 2015 bis 2016 stellte er in 26 Episoden der Fernsehserie Mistresses die Rolle des Marc Nickleby dar. 2018 mimte er im Tierhorrorfilm Deep Blue Sea 2 als Trent Slater eine der Hauptrollen. 2019 veröffentlichte er das Lied Closer, in dessen Musikvideo er auch zu sehen war.

## Filmografie (Auswahl)
- 2003: Coda (Kurzfilm)
- 2007: Law & Order: Special Victims Unit (Fernsehserie, Episode 8x18)
- 2007: The Horror Convention Massacre
- 2008: The World Without US
- 2008: The American Mall (Fernsehfilm)
- 2008: Cold Case – Kein Opfer ist je vergessen (Cold Case, Fernsehserie, Episode 6x03)
- 2009: Valentine (Fernsehserie, Episode 1x07)
- 2009: Acceptance (Fernsehfilm)
- 2009: Bones – Die Knochenjägerin (Bones, Fernsehserie, Episode 5x04)
- 2009: Sorority Wars (Fernsehfilm)
- 2010: Ice Castles
- 2010: Medium – Nichts bleibt verborgen (Medium, Fernsehserie, Episode 7x08)
- 2011: Childhood Sweethearts (Kurzfilm)
- 2011: Hound Dogs (Fernsehfilm)
- 2012: John Dies at the End
- 2012: Meddling Mom (Fernsehfilm)
- 2012: Navy CIS (NCIS, Fernsehserie, Episode 9x16)
- 2012: Jane by Design (Fernsehserie, 5 Episoden)
- 2012: The Glades (Fernsehserie, Episode 3x09)
- 2012: 90210 (Fernsehserie, 3 Episoden)
- 2012: A Golden Christmas 3 (Fernsehfilm)
- 2012: Melvin Smarty
- 2013: The Client List (Fernsehserie, 12 Episoden)
- 2013: Burning Blue: Bekenne Dich (Burning Blue)
- 2013: Eden – Überleben um jeden Preis (Eden)
- 2013: N.Y.C. Underground
- 2013: Genug gesagt (Enough Said)
- 2014: Beauty and the Beas (Fernsehserie, Episode 2x10)
- 2014: Legends (Fernsehserie, 2 Episoden)
- 2015: Finding Carter (Fernsehserie, 2 Episoden)
- 2015–2016: Mistresses (Fernsehserie, 26 Episoden)
- 2016–2017: Frequency (Fernsehserie, 5 Episoden)
- 2017: Different Flowers
- 2017: Thor: Tag der Entscheidung (Thor: Ragnarok)
- 2018: S.W.A.T. (Fernsehserie, Episode 1x16)
- 2018: Deep Blue Sea 2
- 2018: Dangerous Matrimony
- 2018: Weihnachten in Alaska (My Christmas Inn, Fernsehfilm)
- 2019: Maybe I’m Fine
- 2019: Proven Innocent (Fernsehserie, Episode 1x10)
- 2019: An Orgy in Joshua Tree (Kurzfilm)
- 2019: The Road Home for Christmas (Fernsehfilm)
- 2019: The House on the Hill (Fernsehfilm)
- 2020: A Soldier’s Revenge (Soldier’s Heart)
- 2020: The Christmas Edition
- 2021: The Stay
- 2022: Promised Land (Fernsehserie, Episode 1x04)
- 2022: Desperate Riders
- 2022: 5000 Blankets
- 2023: Sweet on You (Fernsehfilm)
- 2023: Just Jake (Fernsehfilm)
- 2024: The Neon Highway
- 2024: Killer Nurses (Fernsehfilm)
- 2024: Lost & Found in Cleveland
- 2024: Tracker (Fernsehserie, Episode 2x04)
- 2024: Lioness (Fernsehserie, Episode 2x06)
- 2025: The Rookie (Fernsehserie, Episode 7x10)